# Ornithoschema flavum
Ornithoschema flavum är en tvåvingeart som först beskrevs av Hardy 1973.  Ornithoschema flavum ingår i släktet Ornithoschema och familjen borrflugor.
Artens utbredningsområde är Thailand. Inga underarter finns listade i Catalogue of Life.